# 列索戈尔卡河
列索戈尔卡河（俄语：Река Лесогорка）或北名好川（日语：／）是萨哈林州乌格列戈尔斯克区的河流，源起努特科湖，长72公里，流域面积1020平方公里，年径流量0.62立方公里，注入鞑靼海峡。

## 引用
1. ↑  М·Г·瓦西科夫斯基. . 列宁格勒: 气象出版社. 1973 （俄语）.
2. ↑  . 国家水登记处.   [2023-12-31]. （原始内容存档于2023-12-31） （俄语）.